# KTM-5
KTM-5 (seria 71-605) – wysokopodłogowy czteroosiowy tramwaj produkcji radzieckiej.
Pierwsze prototypy zostały zbudowane w 1963 w zakładzie w Ust'-Katawie. Tramwaj był seryjnie produkowany w latach 1969–1992. Nazwa KTM-5 przestała być nazwą oficjalną w 1976, kiedy w ZSRR wprowadzono jednolitą numerację typów taboru kolejowego, tramwajowego i metra, jednakże jest częściej stosowana. Skrót KTM oznacza Kirowskij Tramwaj Motornyj (ros. Кировский трамвай моторный – „Kirowski tramwaj motorowy”; od nazwy zakładów im. Kirowa w Ust'-Katawie). Tramwaj typu 71-605 został wyprodukowany w największej liczbie egzemplarzy na świecie – ponad 14 tysięcy wagonów, stał się też pierwszym z serii kolejnych tramwajów, takich jak jego następca KTM-8 i najnowocześniejszy tramwaj KTM, model KTM-19.
Tramwaje KTM-5 były podstawowym typem tramwajów w większości miast radzieckich. Mimo zaprzestania produkcji w 1992 roku, w części sieci tramwaje te są podstawowym, jeśli nie jedynym, taborem we flocie tramwajowej. Wagony 71-605 są tanie i mają prostą konstrukcję, co zadecydowało o ich popularności, jednak są również krytykowane za słabą wytrzymałość oraz wygląd.

## Historia
Lata 60. były przełomowe dla większości sieci tramwajowych w ZSRR. Torowiska tramwajowe były demontowane z zabytkowych centrów miast. Ze względu na rozwój miast, budowano także nowe linie do nowych osiedli na przedmieściach. Wskutek rozszerzania sieci tramwajowych, znacznym problemem stał się brak taboru. Stare przedwojenne konstrukcje oraz nieco nowsze, np. KTM-1, ale również dwuosiowe, okazywały się zbyt mało pojemne na wciąż rosnące potrzeby.
W 1963 w ZSRR produkowano wagony czteroosiowe LM-57 oraz RWZ-6. Niewielkie fabryki, leningradzka WARZ oraz ryska RWZ, budowały je tylko na lokalne potrzeby. Żaden z tych modeli nie mógł jeździć w zestawach dwuwagonowych, a dodatkowo oba były trudne w produkcji. Władze radzieckie postanowiły opracować nowy projekt wagonu czteroosiowego. W tym czasie do Moskwy dotarły pierwsze partie czechosłowackich Tatr T2 i T3, które były wzorowane na amerykańskim PCC. Opracowano projekt nowego tramwaju, który zawierał w sobie rozwiązania wzięte z Tatr oraz doświadczenia zdobyte przez przodującą w ZSRR fabrykę w Leningradzie. Nowe tramwaje miały zostać uproszczone. Zrezygnowano z urządzeń pneumatycznych. Rezultatem modyfikacji był tramwaj KTM-3, którego produkcję zlecono fabryce w Ust'-Katawie. Dostrzeżono w niej duży potencjał produkcyjny i uwzględniono doświadczenie w budowaniu dwuosiowego KTM-2.

### KTM-5 i KTM-5M
Próby z KTM-3 wykazały konieczność dokonania zmian w projekcie, co spowodowało powstanie nowego modelu KTM-5. KTM-5 wyglądał jak hybryda LM-57 i T3. Pierwszy prototyp został zbudowany w 1963 i został wysłany na testy do Czelabińska. W Czelabińsku pracował do 1969, kiedy z nieznanych przyczyn został przekazany fabryce. Najprawdopodobniej był bardziej zawodny niż KTM-2 oraz trudniejszy w eksploatacji.
W połowie lat 60. w ZSRR zmieniła się moda we wzornictwie przemysłowym. Symbolem nowoczesności stały się karoserie kanciaste, które zastąpiły dotychczas stosowane zaokrąglone, obłe. Zaricki, Bierlugin i Sieliwanow z Instytutu Technicznego w Swierdłowsku opracowali nową, kanciastą bryłę nadwozia. Przy okazji zmian poprawiono instalację elektryczną oraz zmniejszono masę pojazdu przez zastosowanie tworzyw sztucznych. Prototyp miał pudło w całości metalowe. Zrezygnowano też ze stosowanej wcześniej wentylacji, wstawiając wentylację wymuszoną. Kolejną nowością były siedzenia zwane anatomicznymi, które zastąpiły wcześniej stosowane ławki. Pierwszy model KTM-5M był gotowy w 1966 i był testowany w Moskwie. Prototyp ten został pokazany w 1969 na wystawie Interbytmasz-69 (Интербытмаш-69). W wyniku testów wycofano się z pomysłu wentylacji wymuszonej, wstawiając ponownie otwierane okna. W 1969 rozpoczęto produkcję seryjną tramwaju KTM-5M. Pierwszymi miastami, do których skierowano nowe tramwaje, były Omsk i Tomsk.
Już w 1970 próbowano wprowadzić modyfikacje w projekcie. Moskiewski Instytut Energetyki opracował system sterowania tyrystorowego dla taboru tramwajowego. Stworzono wówczas prototyp KTM-5MT, jednakże nowe rozwiązanie nie sprawdziło się w praktyce. Zmodyfikowany wagon wysłano z powrotem do fabryki w celu przebudowy na typ KTM-5M.

### KTM-5M3
Na początku lat 70. doszło do kilku pożarów wagonów KTM-5M. Szczególnie tragiczny okazał się pożar w Tomsku, który pociągnął za sobą dużą liczbę ofiar (dokładne dane zostały utajnione). Pożary te ujawniły wady tramwajów, między innymi elementy z tworzywa sztucznego podczas spalania wydzielały toksyczne gazy, będące przyczyną śmierci większości ofiar. W 1971 rząd radziecki nakazał zastąpienie palnych elementów z tworzywa sztucznego metalowymi, obligując fabrykę w Ust'-Katawie do przebudowania również gotowych wagonów, które nie zostały przekazane miastom. Powstał więc projekt KTM-5M3, wagonów, które były w miastach przebudowywane systemem gospodarskim przez mechaników w zajezdniach. Oprócz wymiany elementów z tworzywa sztucznego przebudowano oświetlenie, zastępując oświetlenie fluorescencyjne żarówkami, oraz zmieniono mechanizm zamykający drzwi. Po tych modyfikacjach przez 20 lat nie nastąpiły większe zmiany w projekcie KTM-5, poprawiono jednak wytrzymałość przez zastosowanie lepszych materiałów.
W lipcu 1976 wszedł w życie nowy system klasyfikacji taboru kolejowego, tramwajów i metra. W miejsce dotychczasowego oznaczenia KTM-5 wprowadzono nowe 71-605. Nazwa ta oznaczała: 71 – wagon tramwajowy, 6 – fabryka w Ust'-Katawie, 05 – piąty model tramwaju. Kolejne litery oznaczały modyfikacje typu. Według planów roczna produkcja KTM-5 miała wynosić 500 wagonów rocznie.

### KTM-5A
Pod koniec lat 80. tramwaje KTM-5 były już konstrukcją przestarzałą. Z tego powodu UKWZ podjęła decyzję o modernizacji wagonu KTM-5M3: wymieniono głośny silnik, instalację elektryczną, przywrócono świetlówki, które były w pierwszych prototypach, ale nie weszły do seryjnej produkcji, ponadto wymieniono sprzęgi. Modyfikacje spowodowały jednak zwiększenie ceny wagonów. Typ KTM-5A zadebiutował w czerwcu 1989. Pierwszym miastem, w którym pojawił się ten podtyp tramwaju, był Prokopiewsk. Szereg modernizacji stał się początkiem końca tej serii, gdyż UKWZ zaczęła rozwijać nowy model – KTM-8.
W 1990 roku powstała wersja KTM-5 dla Rostowa nad Donem, w którym jako jedynym w ZSRR sieć tramwajowa miała europejski rozstaw 1435 mm.
Produkcja KTM-5 została zakończona w 1992 roku po 23 latach.

## Eksploatacja
Tramwaje KTM-5 były produkowane wyłącznie na rynek krajowy (radziecki), z tego powodu nie są spotykane w miastach poza krajami dawnego ZSRR.
KTM-5 od początku był typowym tanim pojazdem dla biednych miast. W bogatszych miastach, takich jak Moskwa czy Kijów, tabor tramwajowy był sprowadzany najczęściej z Czechosłowacji. Były też miasta (np. Gorki), gdzie kupowano zarówno Tatry, jak i KTM-5. W Leningradzie i Rydze tabor tramwajowy pochodził z miejscowych fabryk, produkujących w zasadzie tylko na potrzeby tych miast. Jednakże pod koniec lat 70., ze względu na braki taborowe, tramwaje KTM-5 jeździły również w Leningradzie.
Tramwaje KTM-5 najczęściej jeździły pojedynczo. Łączono je również w pociągi dwu-, a w Gorkim nawet w trójwagonowe. KTM-5 były niskiej jakości, dodatkowo słaba kultura techniczna zarządów sieci powodowała, że były bardzo awaryjne. Operatorzy sieci często zwracali do fabryki kilkuletnie pojazdy. W pierwszej połowie lat 70. dochodziło do wielu wypadków z udziałem tych tramwajów, najpoważniejszy z nich wydarzył się w mieście Orzeł w kwietniu 1974, kiedy z powodu zaniku hamowania tramwaj wjechał w tłum ludzi. Z wypadków jednak wyciągano wnioski i nowsze tramwaje były coraz mniej awaryjne. Tendencja ta utrzymywała się do początku lat 90., kiedy to zadebiutował podtyp KTM-5A. Spadek jakości był związany z ogólnym kryzysem w krajach uprzemysłowionych. Z drugiej strony produkcja KTM-5 spowodowała rozwój komunikacji tramwajowej w ZSRR.
Tramwaje KTM-5 były dość często modyfikowane nie tylko przez fabrykę w Ust'-Katawiu, ale również przez operatorów, dla których taka modernizacja była alternatywą w stosunku do zakupu nowych tramwajów, szczególnie KTM-8 i KTM-19. W 2010 rozpoczął się program modernizacji wagonów KTM-5 w Krasnodarze. W ramach zmian tramwaje mają zostać przebudowane na wzór KTM-23.

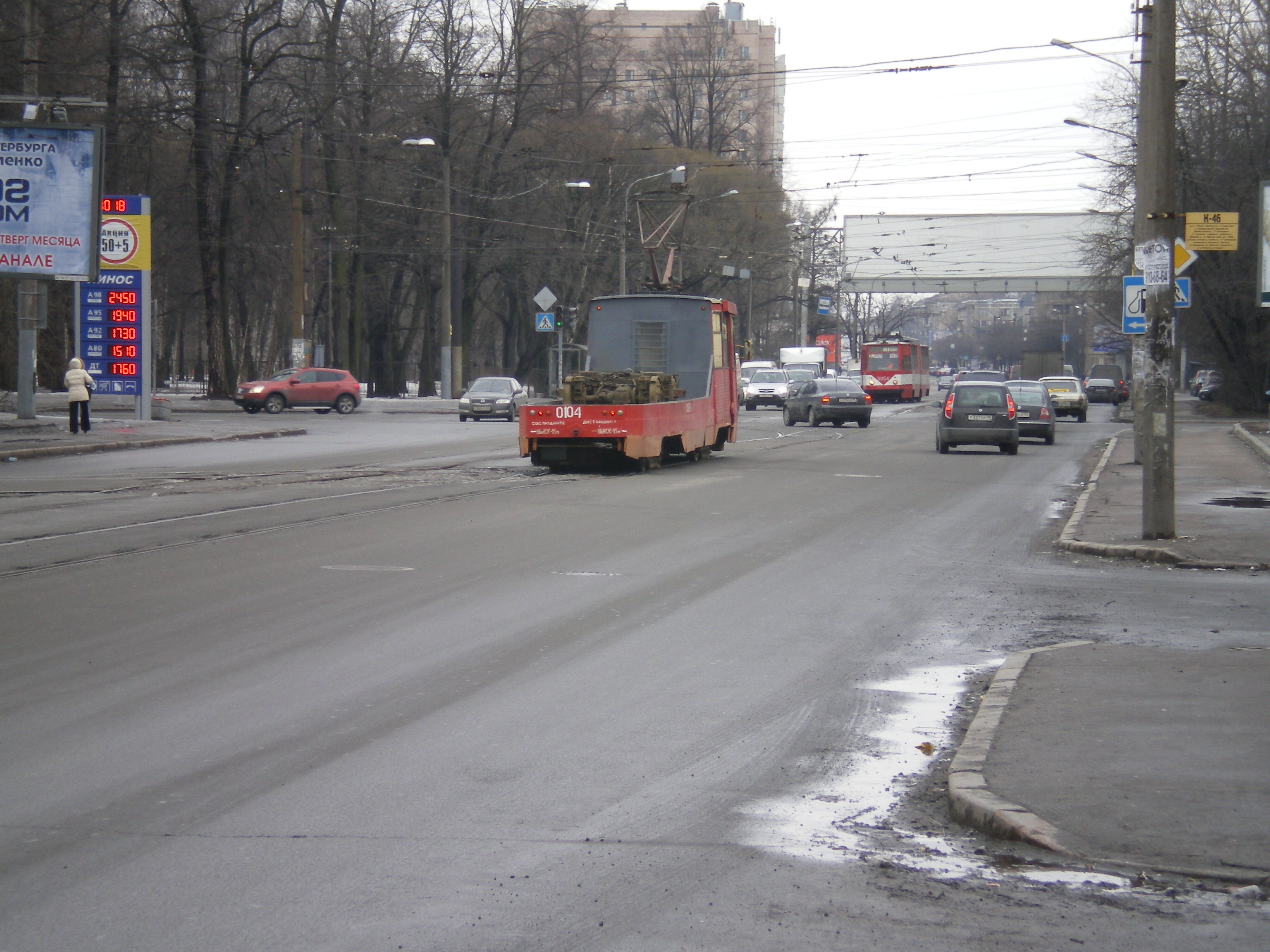
KTM-5 jako wagon remontowy w Petersburgu

Tramwaje KTM-5 uczestniczyły w wypadkach również po zakończeniu produkcji. Najpoważniejszy z nich wydarzył się 2 lipca 1996 w Dnieprodzierżyńsku (obecnie Kamieńskie) we wschodniej Ukrainie. Z powodu awarii hamulców KTM-5A uderzył na pełnej prędkości w mur. W wyniku wypadku zginęło 39 osób. Po katastrofie KTM-5 zostały wycofane z wielu ukraińskich miast. Wypadki, spowodowane stanem technicznym taboru, przydarzały się również innym modelom. Najbardziej prawdopodobnymi ich przyczynami były nie wady fabryczne, a zaniedbania w obsłudze serwisowej.
Wycofywane KTM-5 były przebudowywane sposobem gospodarczym na tabor techniczny (pługi, holowniki, tabor remontowy).

## Modyfikacje
| Wariant           | Lata produkcji  | Liczba egzemplarzy |
| ----------------- | --------------- | ------------------ |
| KTM-5             | 1963            | 2                  |
| KTM-5M „Ural”     | 1966, 1969–1971 | ok. 620            |
| KTM-5M3 (71-605)  | 1971–1990       | 12 943             |
| 71-605А i 71-605U | 1990–1992       | 1426               |

## Konstrukcja

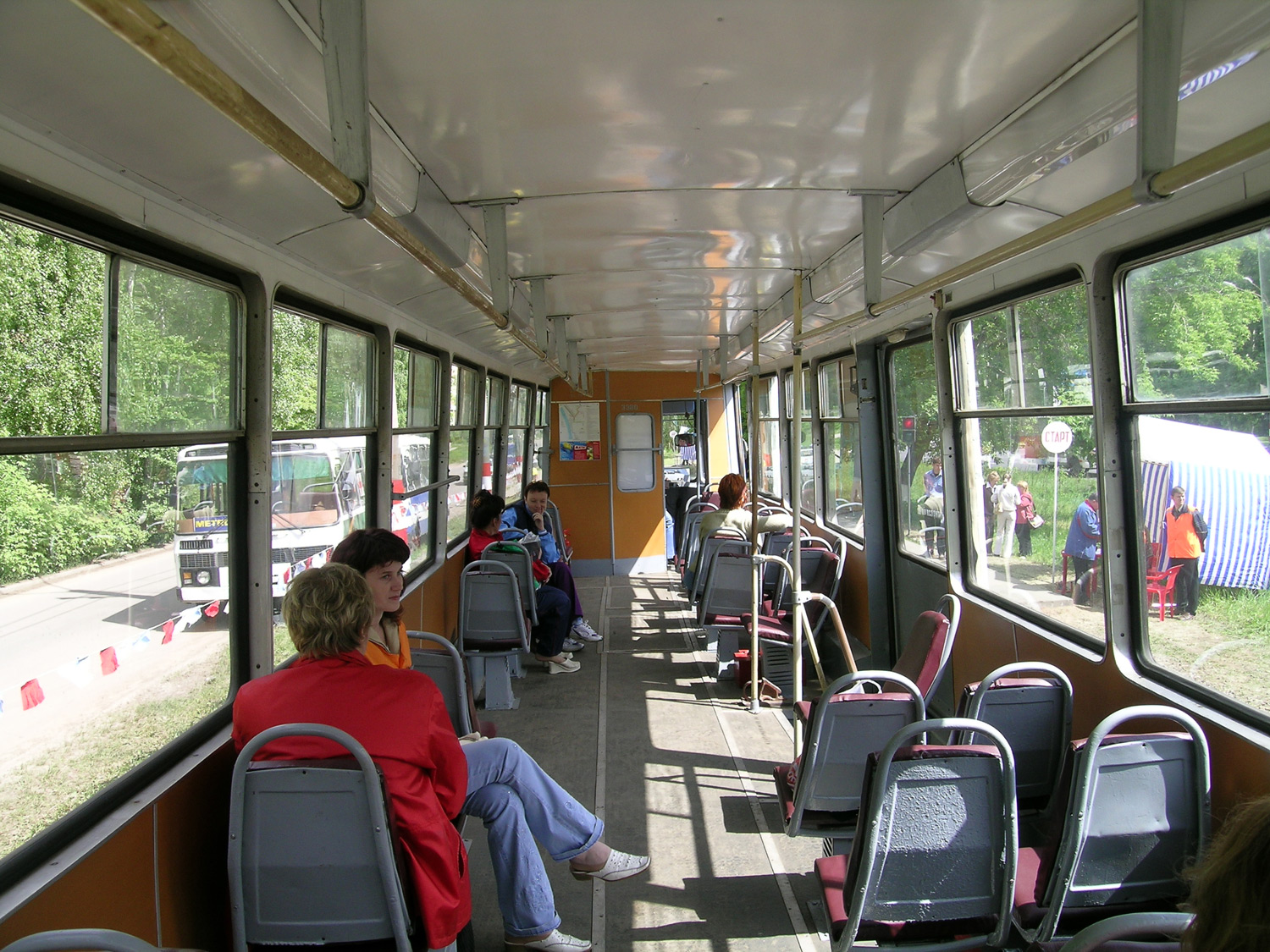
Wnętrze – widok w stronę kabiny

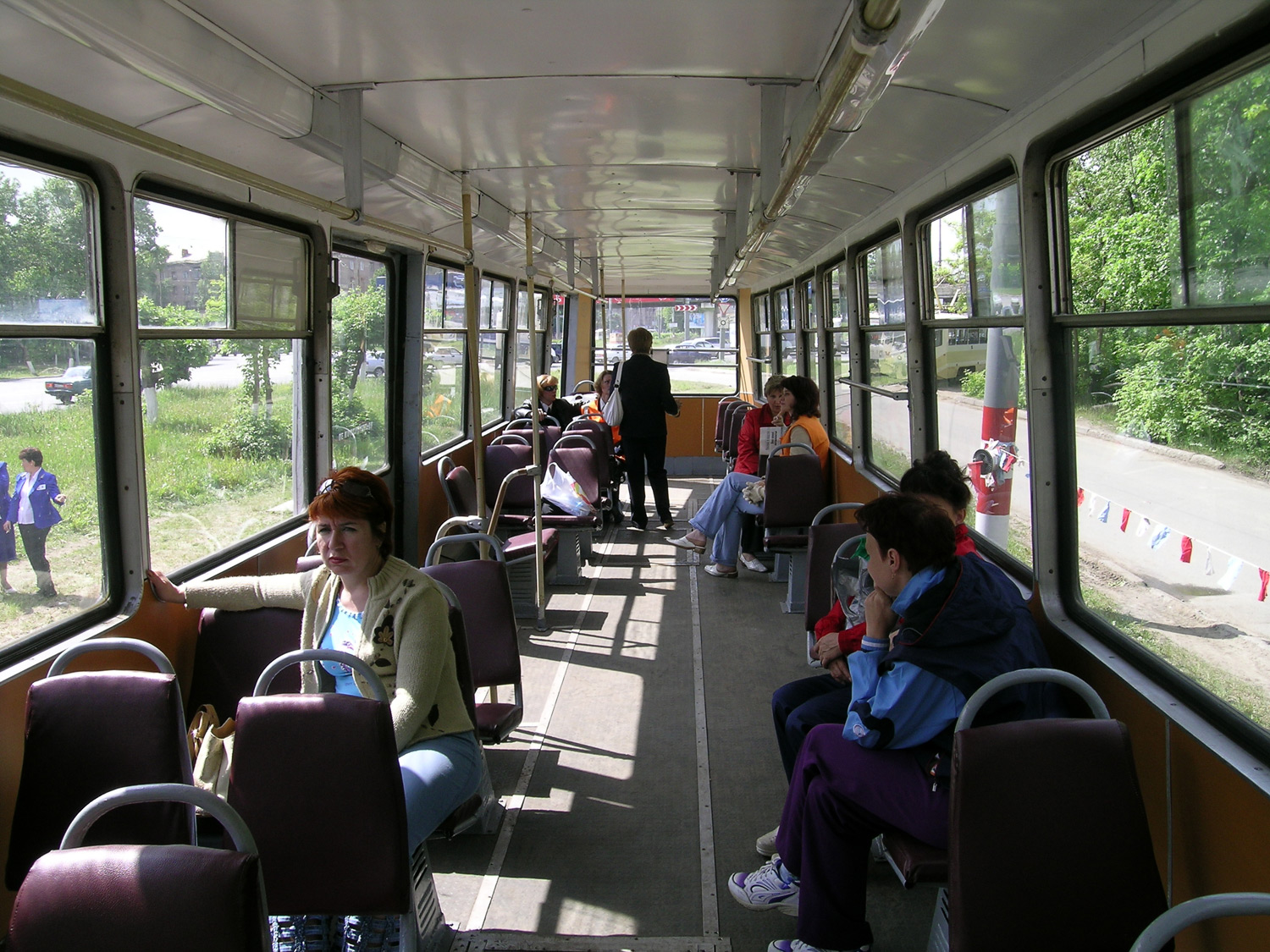
Wnętrze – widok w stronę tyłu

Tramwaje KTM-5 są pierwszymi tramwajami, w których zrezygnowano całkowicie z pneumatyki. Wszystkie układy, takie jak hamowanie, sterowanie drzwiami, wycieraczki, zostały przerobione na elektromechaniczne. Przekonanie o niezawodności hamulca elektromagnetycznego było tak silne, że zrezygnowano z hamulca awaryjnego, działającego również przy braku zasilania.
Tramwaje KTM-5 mogą być sprzęgane z innymi tramwajami tego typu w pociągi.

### Pudło
Pudło KTM-5 jest zbudowane ze spawanej ramy z profili stalowych. Do ramy przykręcone jest poszycie wykonane z blachy stalowej o grubości 2 mm. Dach ze względu na zamontowane na nim urządzenia elektryczne jest wykonany z tworzyw sztucznych, które pełnią rolę izolatora. Wnętrze pudła jest wykonane z lakierowanej sklejki, w ostatnich modelach taka okładzina została zastąpiona okładziną z tworzyw sztucznych. Pomiędzy poszyciem a okładziną została wstawiona pianka izolacyjna, zapewniająca zarówno izolację cieplną, jak i akustyczną. Podłoga jest wykonana również ze sklejki pokrytej wykładziną gumową. Aby ułatwić dostęp do urządzeń znajdujących się pod podłogą, w podłodze zostały wycięte otwory przykryte klapami.
Pudło fabrycznie ma trzy drzwi z prawej strony. Drzwi są umiejscowione na skosach oraz na środku ściany bocznej, są jednoskrzydłowe przesuwne. Skrzydła są zamontowane na zewnątrz pudła w specjalnych prowadnicach. Sterowanie drzwiami jest centralne przez motorniczego. Wagon ma jedną kabinę kierowniczą umiejscowioną asymetryczne, kabina jest oddzielona od przedziału pasażerskiego. Siedzenia są anatomiczne, ułożone w systemie 2+1, dwa miejsca znajdują się po prawej stronie natomiast pojedyncze z lewej.
W przeciwieństwie do zwyczajów znanych z Europy Zachodniej (w tym w Polsce), w ZSRR nie było malowań zakładowych, tylko malowania fabryczne (modelowe). Karoseria fabrycznie była pomalowana na czerwono-jasnoszaro. W czasie eksploatacji wiele z wagonów przemalowano.

### Wózki

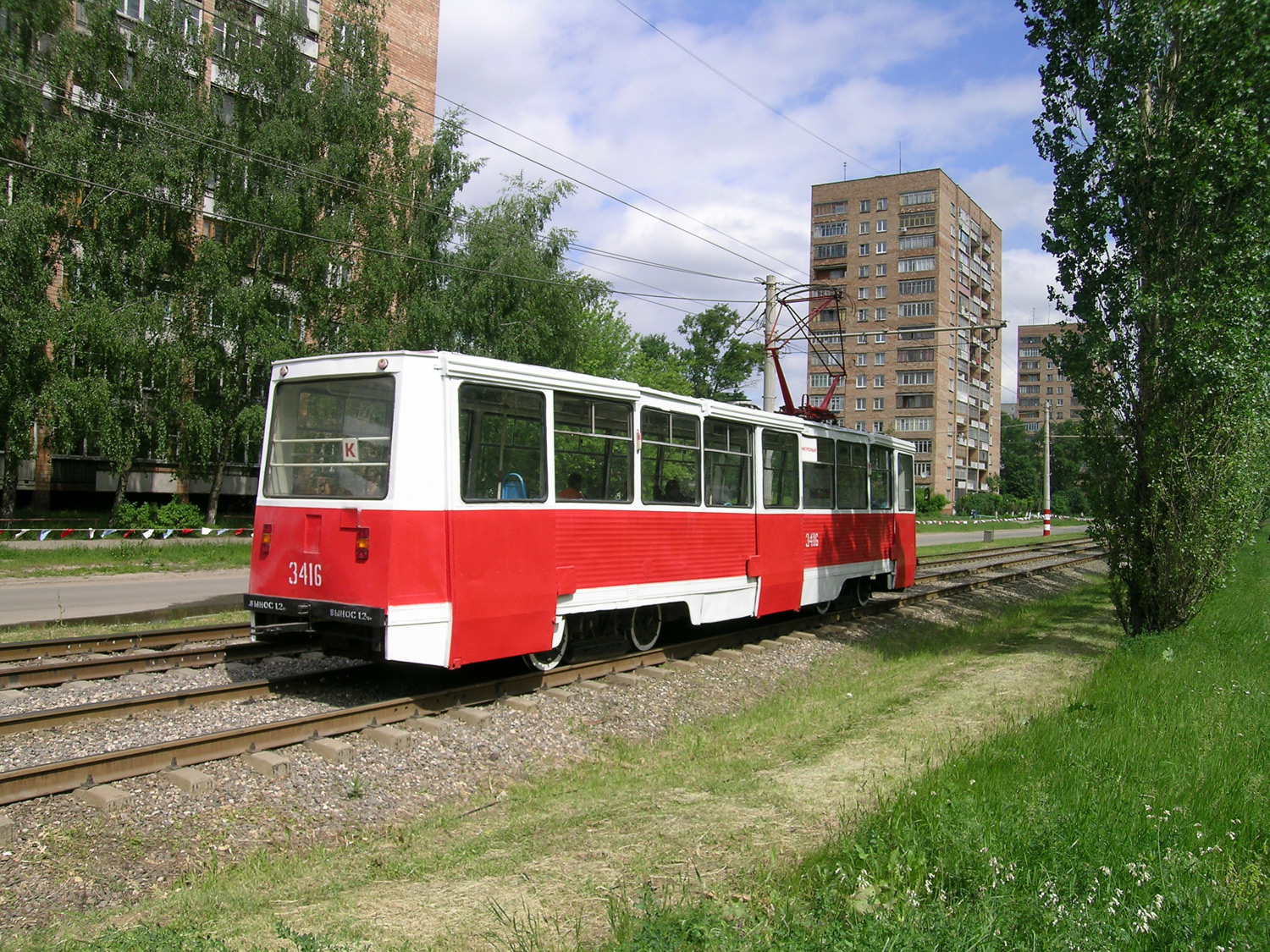
Widok z tyłu

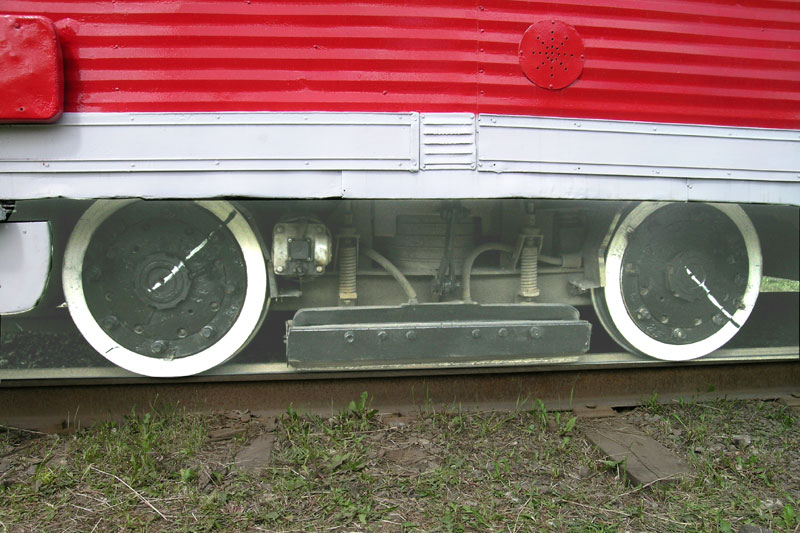
Wózek

Pudło opiera się na dwóch skrętnych, napędowych, dwuosiowych wózkach. Fabrycznie wózki mają osie przystosowane do radzieckiego rozstawu szyn 1520 mm, który jest stosowany na większości sieci tramwajowych w krajach dawnego ZSRR. Eksploatacja w Rostowie nad Donem, w którym sieć tramwajowa jako jedyna w ZSRR była normalnotorowa (1435 mm), wymusiła opracowanie wózka normalnotorowego. Inżynierowie z Ust'-Katawu rozwiązali ten problem w bardzo prosty sposób, cofając obręcz zewnętrzną o 44,5 mm. Pomiędzy osiami znajduje się duży hamulec elektromagnetyczny. Wózki te początkowo sprawiały duże problemy w obsłudze ze względu na niską kulturę techniczną i przystosowanie, szczególnie w początkowych latach eksploatacji, warsztatów wyłącznie do obsługi prostych zawieszeń bezwózkowych.

### Instalacja elektryczna

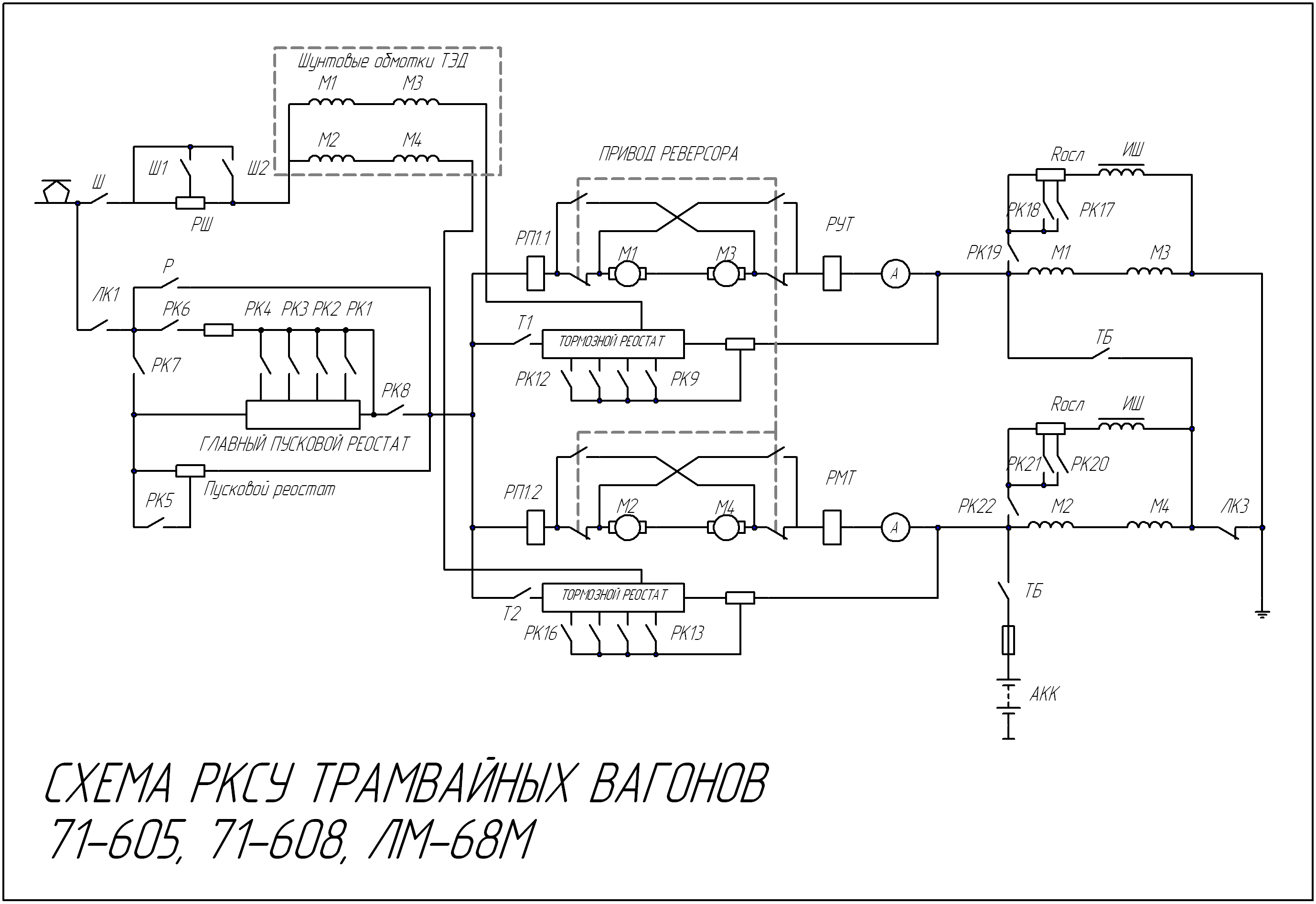
Schemat instalacji elektrycznej

Wagon jest zasilany z sieci napowietrznej o napięciu 550 V. Jednakże wszystkie systemy poza napędowym pracują pod napięciem 24 V.

#### Pantograf
Wagony zostały wyposażone w jeden pantograf skrzynkowy, podczas modernizacji pantografy były wymieniane na odbieraki innego typu.

#### Układ napędowy
Tramwaj KTM-5 jest napędzany za pomocą czterech silników elektrycznych typu DK-259G. Silniki znajdują się w wózkach; każdy z silników niezależnie napędza oś, do której jest podłączony. Zastosowano rozruch oporowy, który oprócz funkcji rozpędzania tramwaju, pełni również rolę regulatora prędkości, pozwalającego zmniejszyć ją bez konieczności używania hamulca, dodatkowo w przypadku zasłabnięcia motorniczego lub rozerwania składu wielowagonowego tramwaj powinien się zatrzymać samodzielnie. Rozwiązanie to jest tożsame ze znanym z samochodów hamowaniem silnikiem. Rozruch oporowy ma jednak tę wadę, że podczas rozruchu część energii elektrycznej jest tracona w opornikach.

#### Oświetlenie
Większość wagonów, poza prototypami i zmodernizowanymi, ma oświetlenie świetlówkowe, zamontowane w dwóch rzędach wzdłuż pudła wagonu.

## Galeria

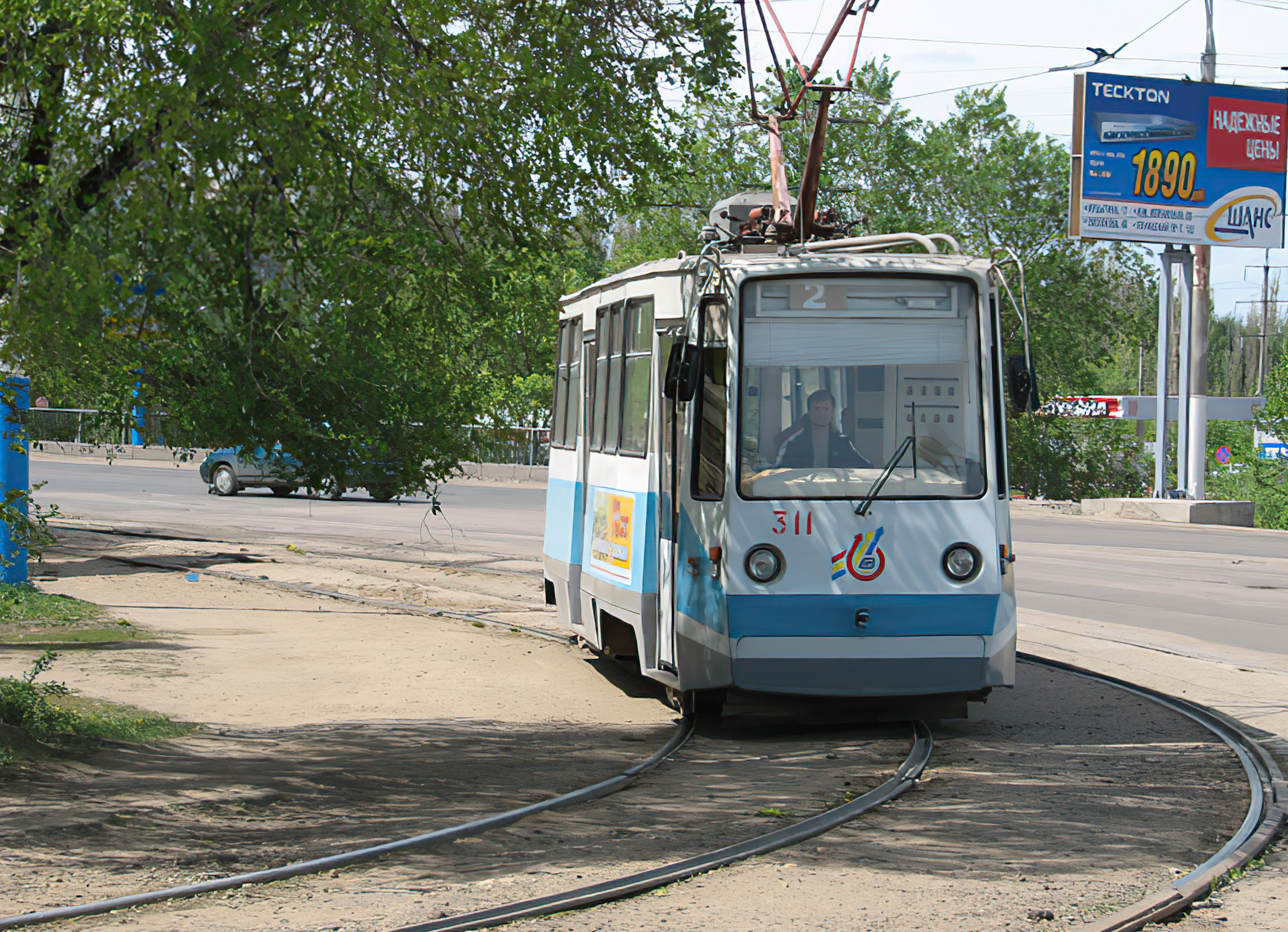
71-605RM w Woroneżu
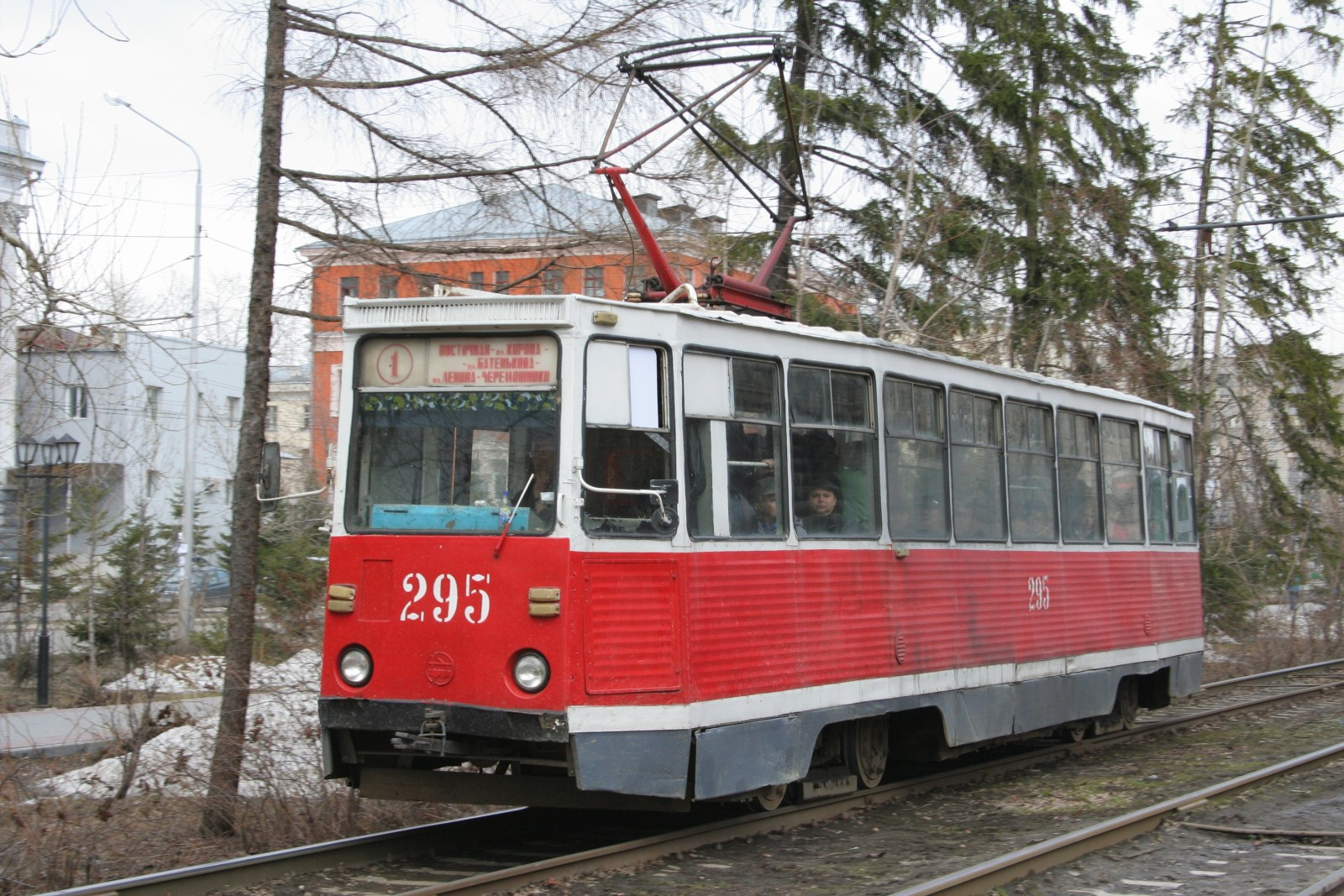
71-605MZ w Tomsku
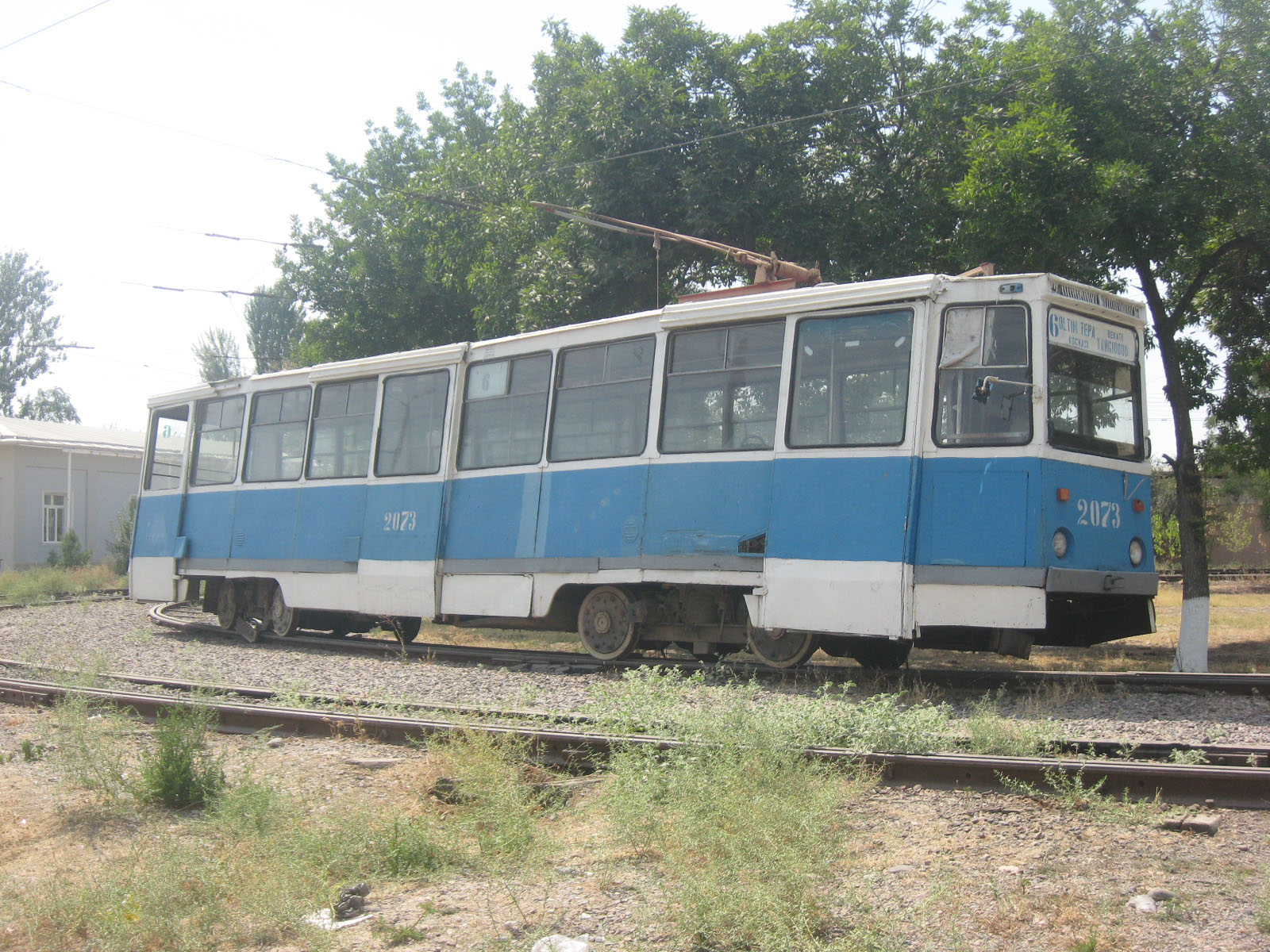
71-605 w Taszkencie
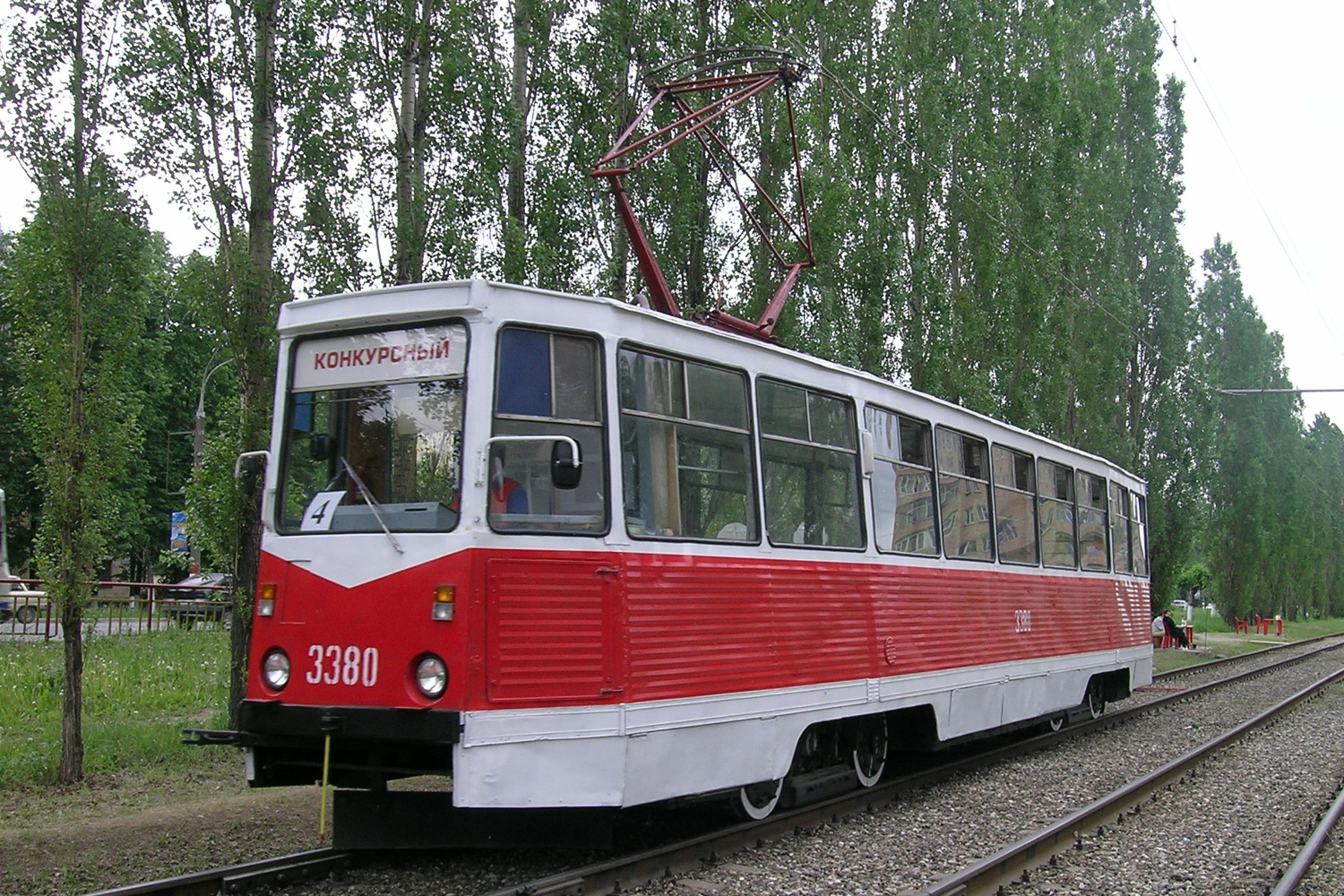
71-605 w Niżnym Nowogrodzie
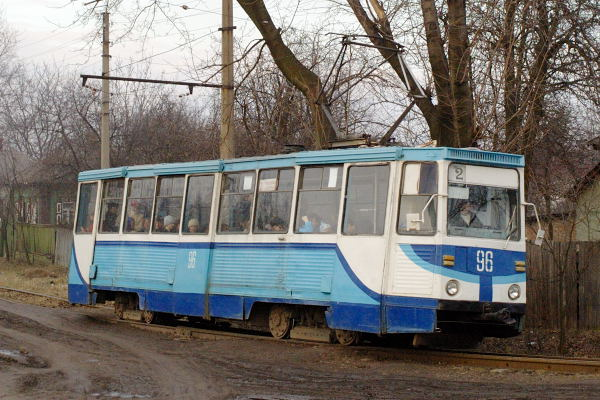
71-605 w Konotopie
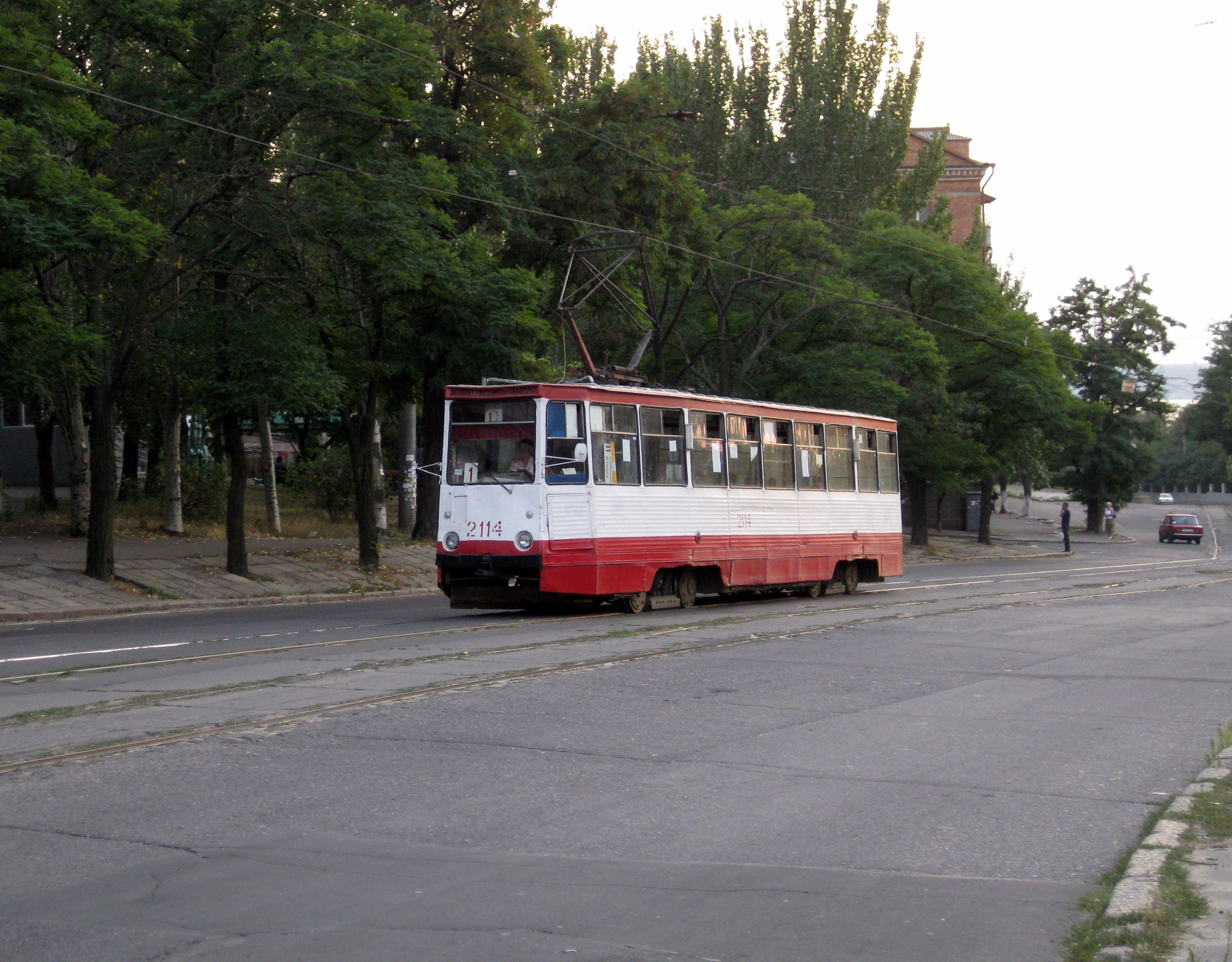
71-605 w Mikołajowie
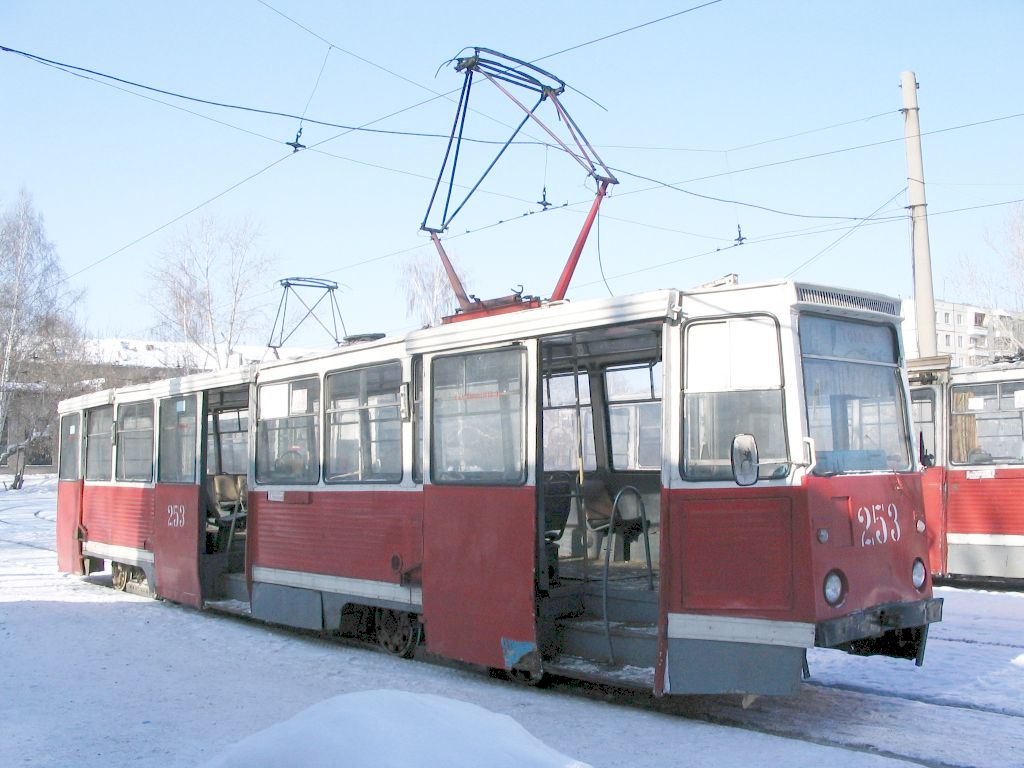
71-605 w Tomsku
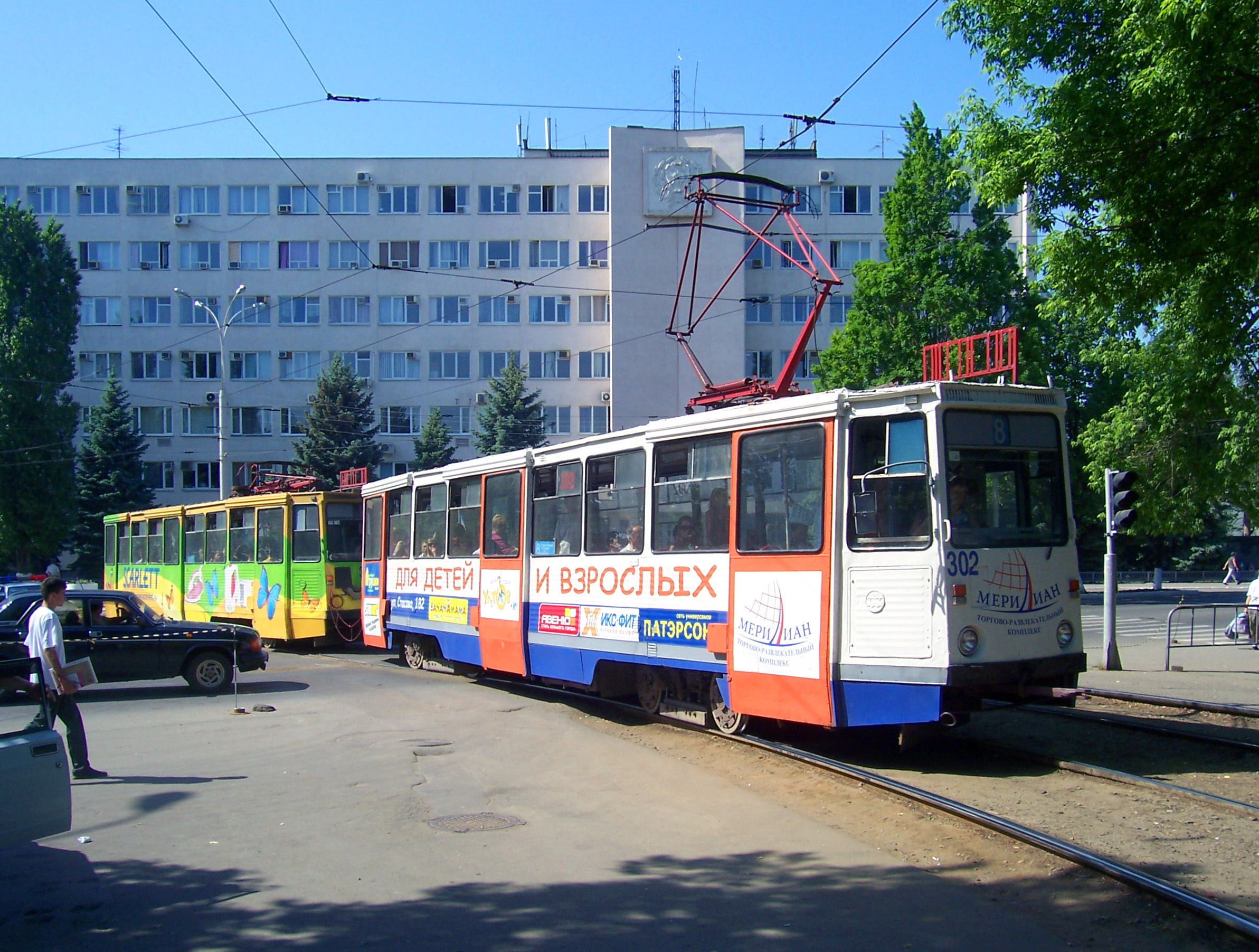
71-605 w Krasnodarze
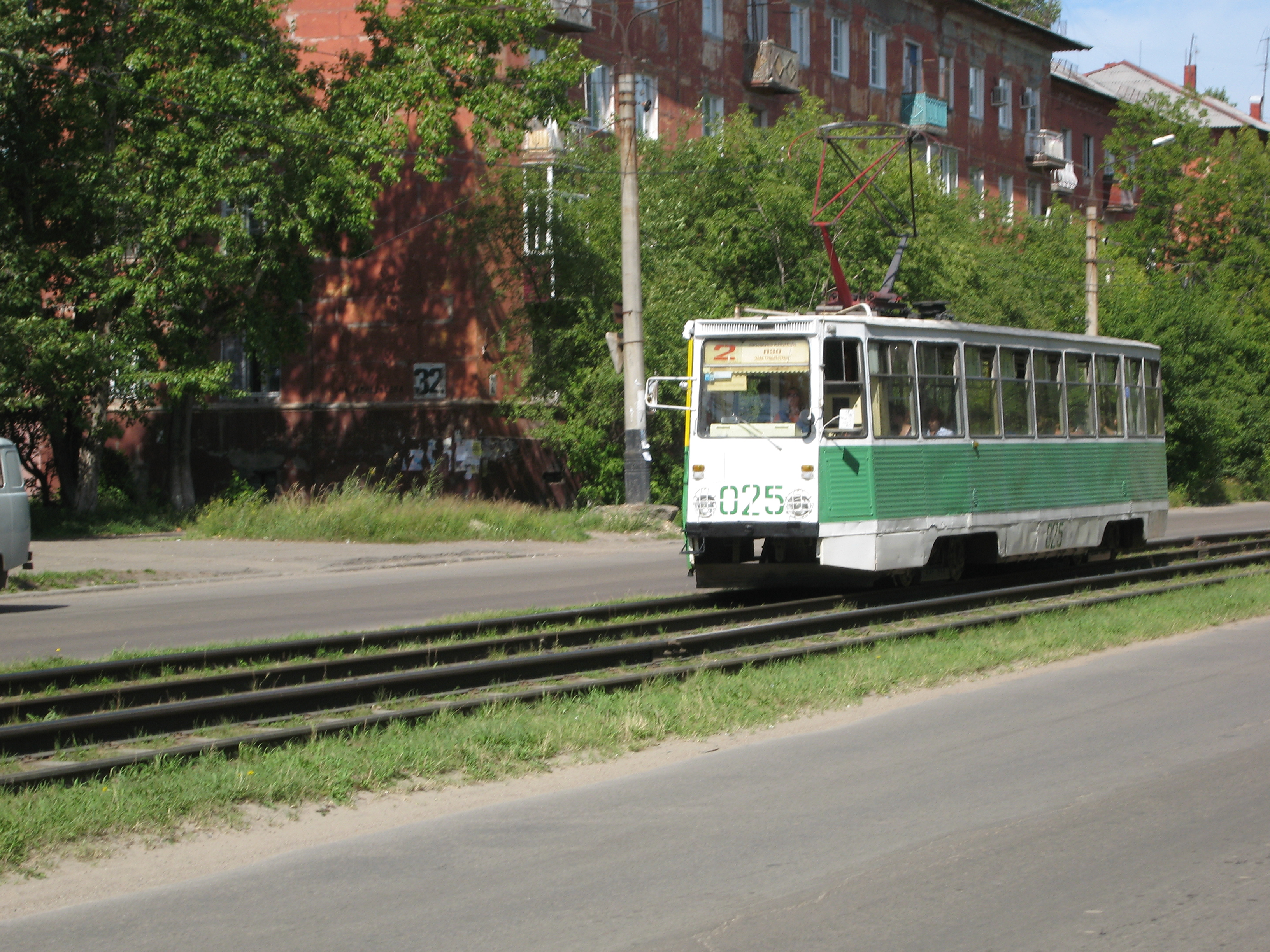
71-605 w Usolu Syberyjskim
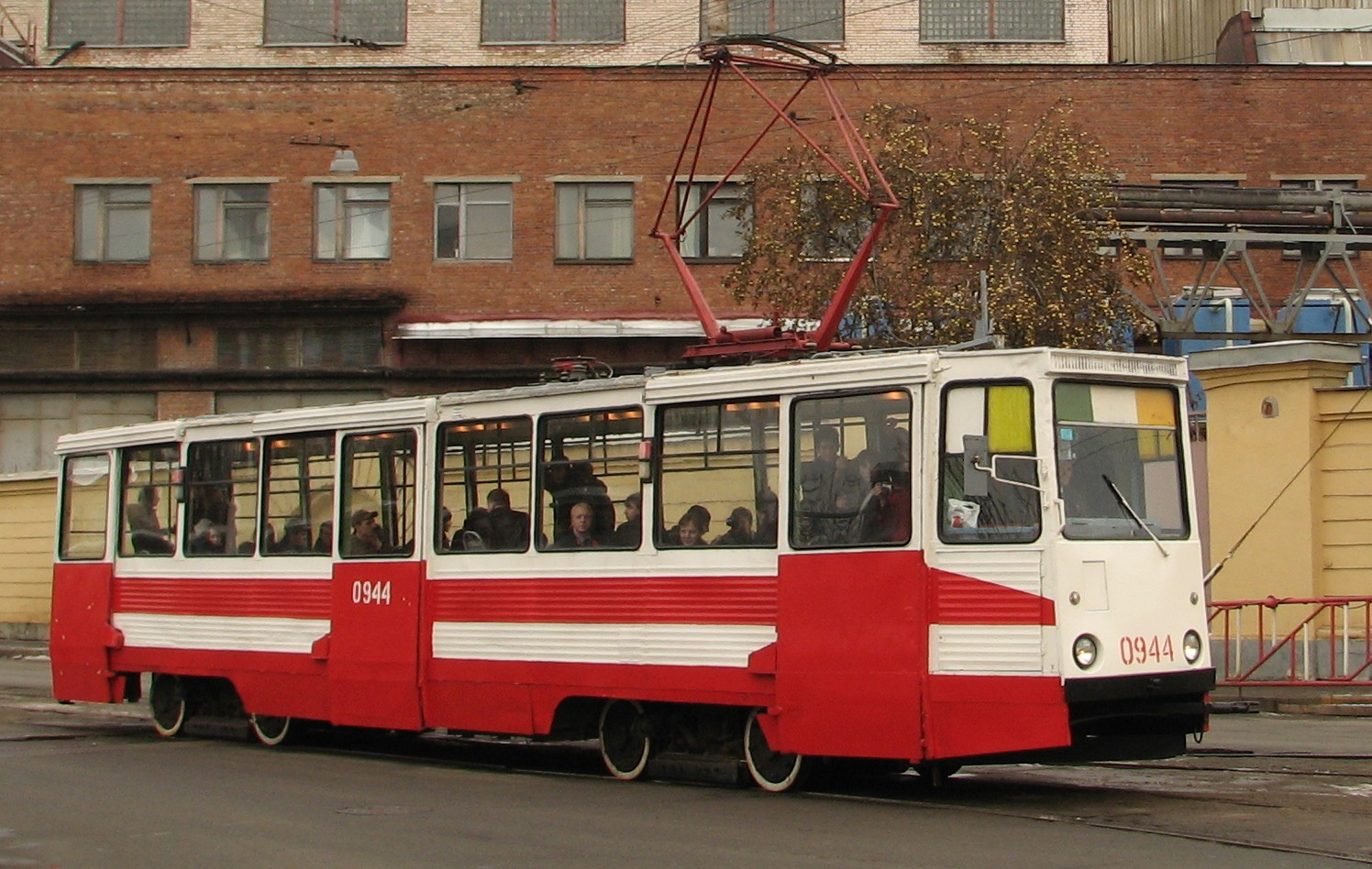
71-605 w Petersburgu
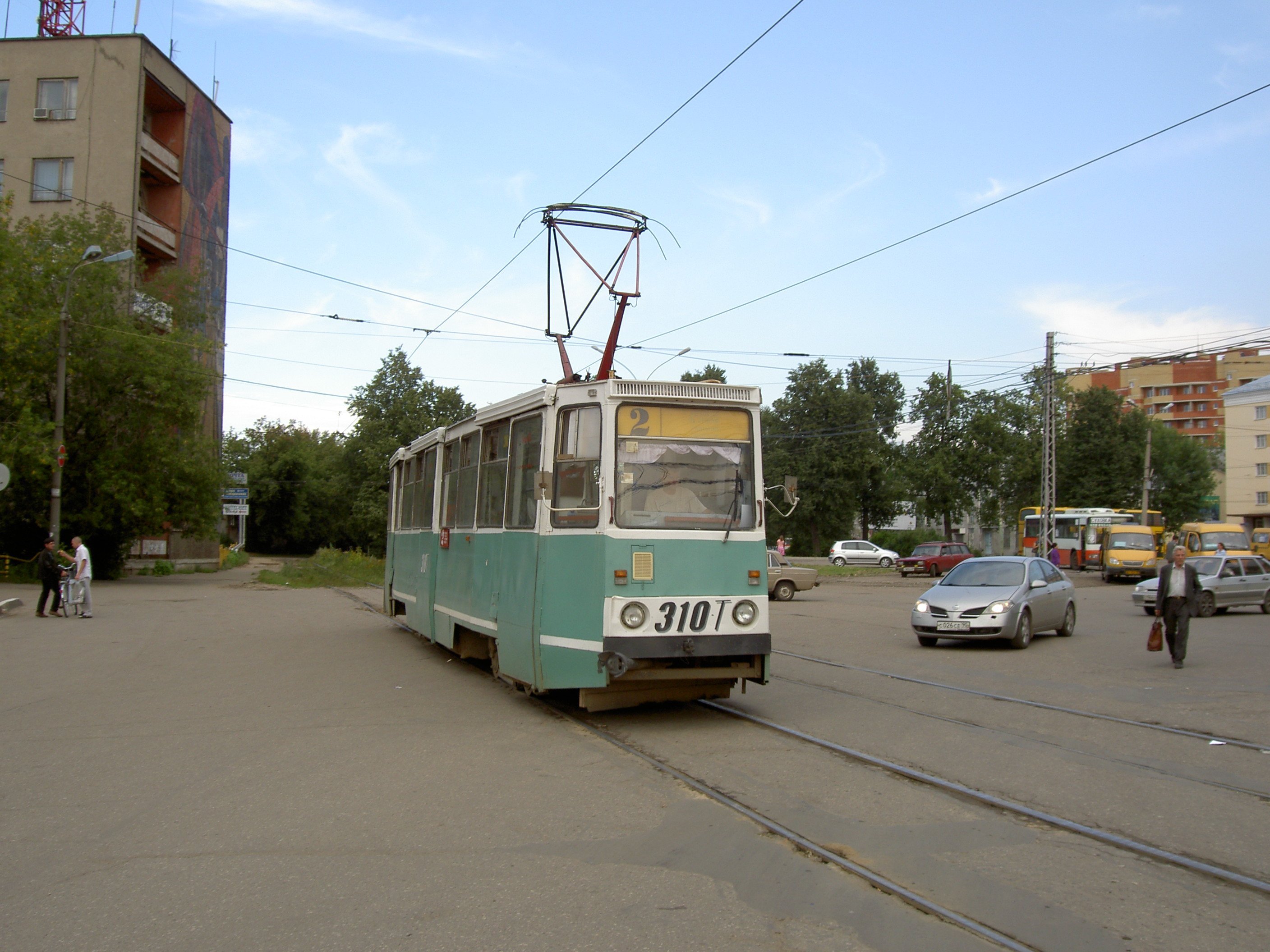
71-605 w Iwanowie
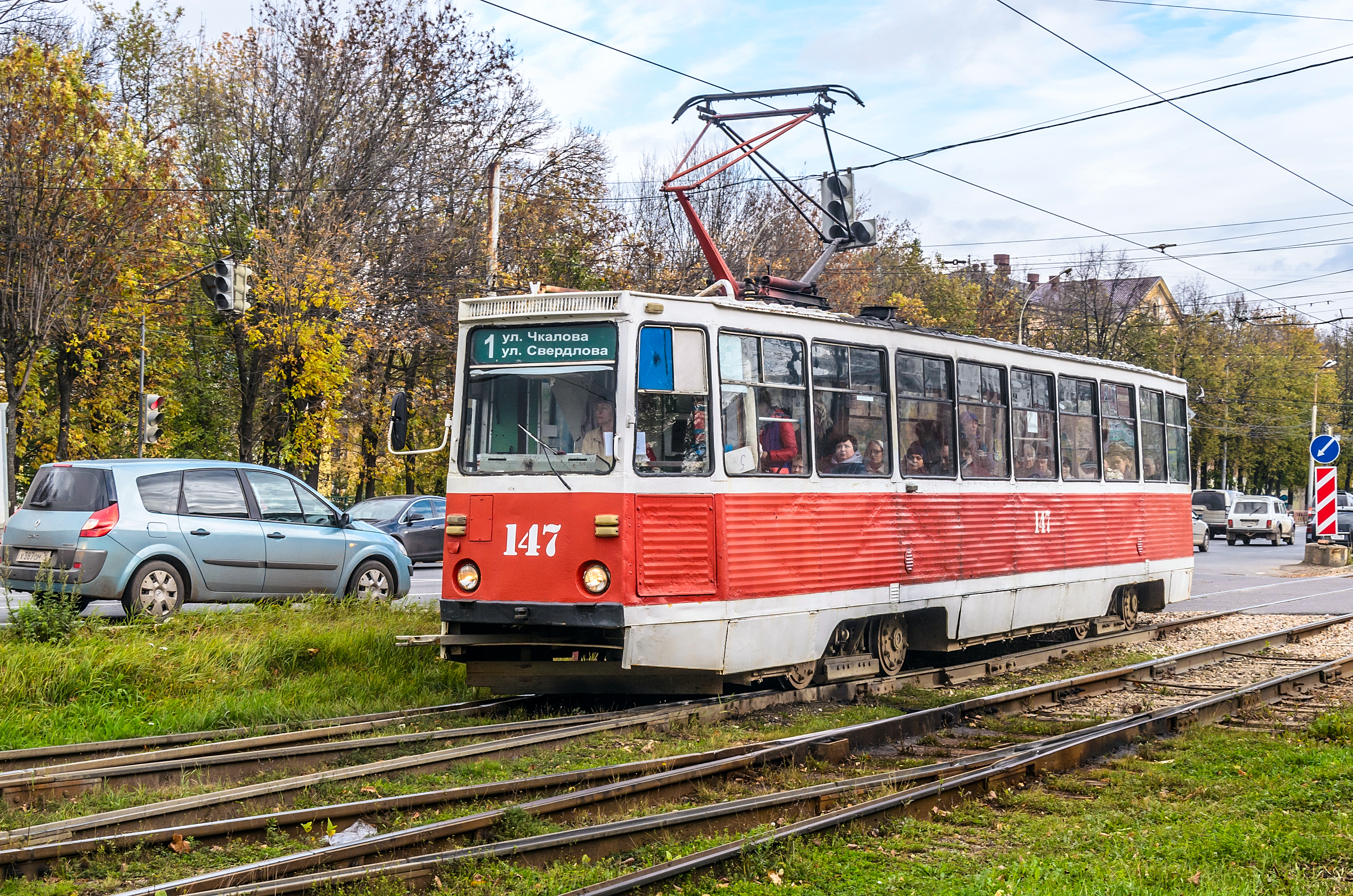
71-605 w Jarosławiu
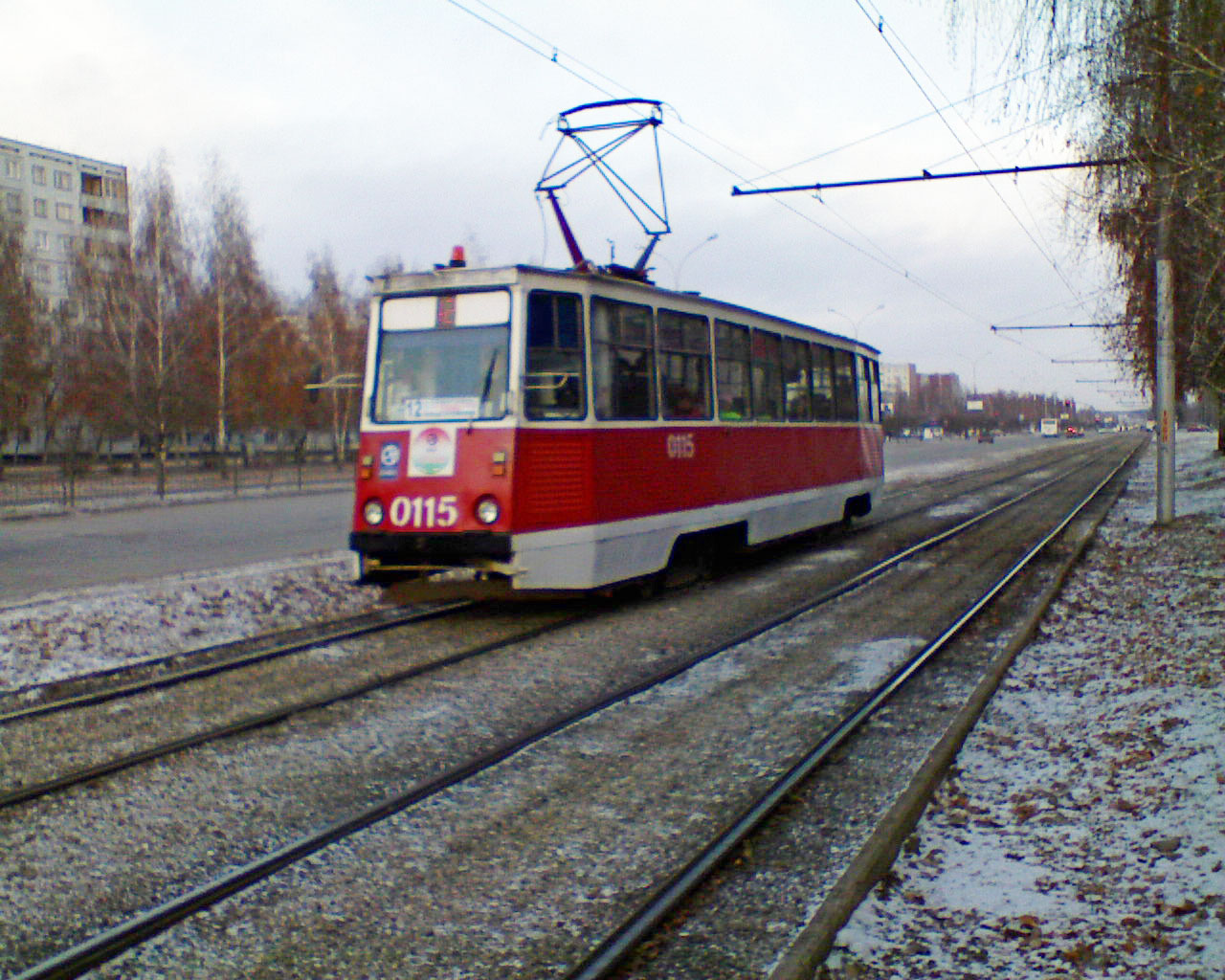
71-605 w Nabiereżnych Czełnach
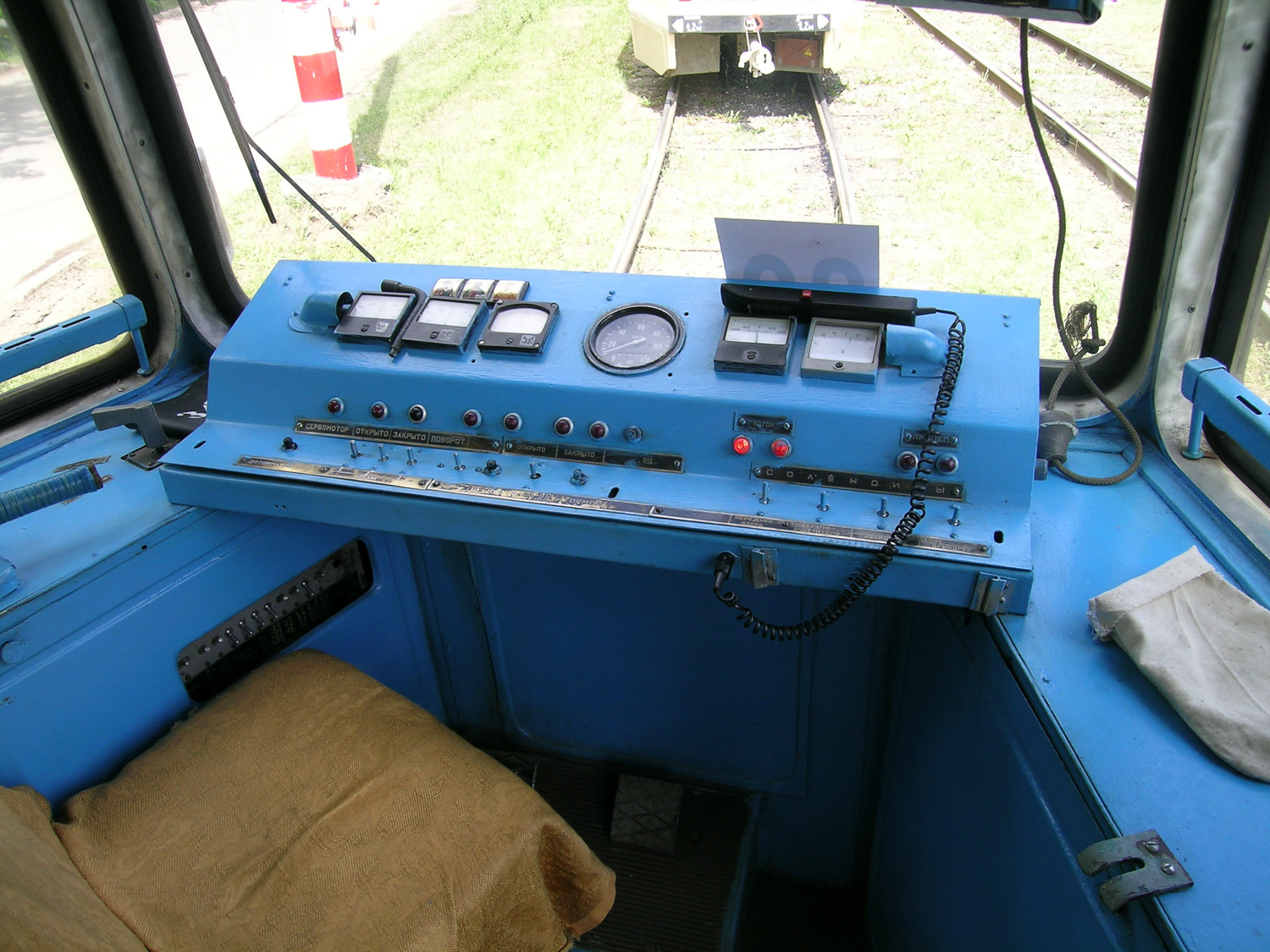
Pulpit motorniczego